# Javi Navarro
Francisco Javier Vicente Navarro (Valencia, 1974. február 6. –) spanyol labdarúgó, többek között a Sevilla FC játékosa.
2006. november 15-én volt először válogatott Románia ellen. Ezzel ő a második legidősebb debütáló a spanyol labdarúgó-válogatott történetében Puskás Ferenc után.
Navarro volt a Sevilla FC csapatkapitánya, amikor 2006-ban és 2007-ben megnyerték az UEFA-kupát.